# Der Bärenhäuter

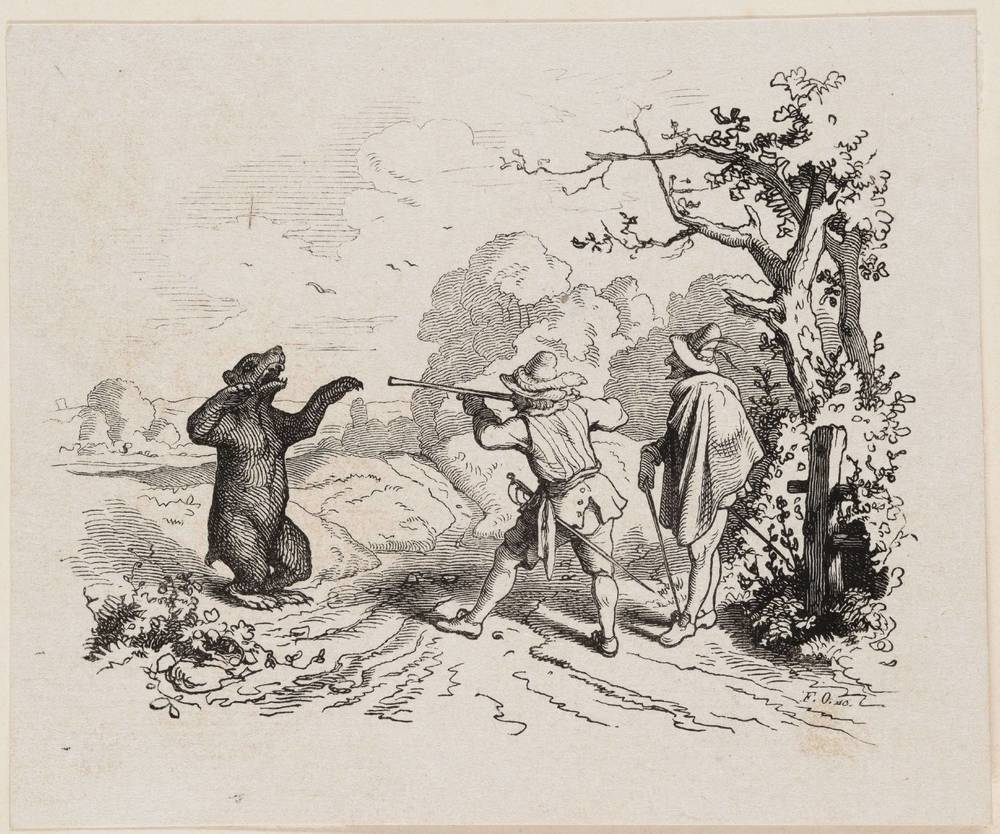
Holzschnitt, Ludwig Richter

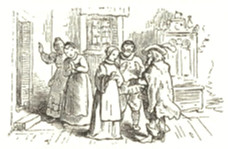
Holzschnitt, Ludwig Richter

Der Bärenhäuter ist ein Märchen (ATU 361). Es steht in den Kinder- und Hausmärchen der Brüder Grimm an Stelle 101 (KHM 101). Bis zur 4. Auflage hieß es Der Teufel Grünrock. Ludwig Bechstein übernahm es 1853 in sein Deutsches Märchenbuch als Rupert, der Bärenhäuter (Nr. 74).

## Inhalt

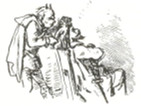
Holzschnitt, Ludwig Richter

Ein tapferer junger Soldat wird nach Kriegsende nirgends aufgenommen, auch nicht von seinen zwei Brüdern, und weiß nicht, wovon er leben soll. Auf einer Heide unter einem Ring von Bäumen begegnet ihm der Teufel, der erst mit einem Bären seinen Mut auf die Probe stellt und ihm dann einen Handel anbietet: Er muss sieben Jahre im Fell des erschossenen Bären leben und schlafen, darf sich nicht waschen, kämmen, die Nägel schneiden und kein Vaterunser beten. Stirbt er in dieser Zeit, gehört er dem Teufel, dafür geht ihm nie das Geld aus. Der Bärenhäuter wandert umher und genießt das Leben. Weil er gut zu den Armen ist, die er bittet, für ihn zu beten, und weil er gut bezahlt, wird er immer geduldet, obwohl er von Jahr zu Jahr schlimmer aussieht. Als er einem armen Mann dessen Schulden bezahlt, verspricht der ihm eine seiner Töchter zur Frau. Nur die jüngste ist dazu bereit, und er gibt ihr die Hälfte seines Ringes, bevor er die letzten drei Jahre fortgeht. Als die sieben Jahre um sind, lässt er sich vom Teufel waschen, zieht gute Kleider an und fährt in einem Wagen mit vier Schimmeln zu seiner Braut. Sie erkennt ihn, als sie seine Hälfte des Ringes in ihrem Becher mit Wein findet. Ihre zwei Schwestern, die sie oft wegen ihres Mannes verspotteten, aber jetzt gern den reichen Mann gehabt hätten, begehen Selbstmord. Abends kommt der Teufel und sagt: „Siehst du, nun habe ich zwei Seelen für deine eine.“

## Herkunft

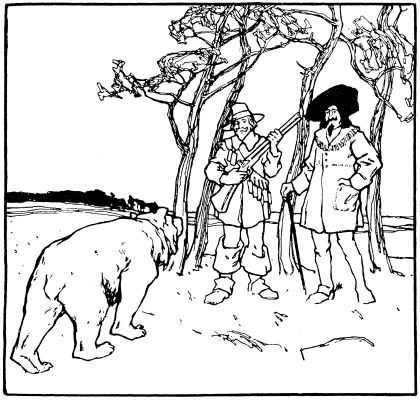
Illustration von Otto Ubbelohde, 1909

Bis zur 4. Auflage ist der Held des Märchens unter dem Titel Der Teufel Grünrock kein Soldat, sondern als jüngster Bruder von den andern verstoßen (wie in vielen Dummlingsmärchen: KHM 57, 62, 63, 64, 97, 106, 165). Der Teufel gibt ihm seinen grünen Rock, in dem immer Geld ist. Auch fehlt das Detail, dass er sich am Schluss vom Teufel frisieren lässt. Grimms Anmerkung notiert zur Herkunft „Aus dem Paderbörnischen“ (wohl von Familie von Haxthausen). Der Teufel erscheine hier wie in Hebels „Alleman. Gedichte 50“ als Grünrock oder Weltkind. Grimms endgültige Fassung Der Bärenhäuter ab der 5. Auflage ist durch Grimmelshausens Erzählung Der erste Bärenhäuter beeinflusst.
Die Frömmigkeit des Helden und die Treue der jüngsten Tochter sind nur Grimms Fassung eigen, andere sind schwankhaft erzählt. Das Bärenhäuter-Motiv wird erst seit Grimmelshausens einflussreicher Kunstfassung mit dem verbreiteten Märchentyp verbunden. Im Rückgriff auf Tacitus’ ehrenvoller Erwähnung der Bärenkrieger (Germania 15 und 17), vielleicht auch in Kenntnis der Berserker, wendet er sich damit gegen die zeitgenössische Wertung, die darunter Menschen verstehe, die „aus Faulheit auf ihrer Bärenhaut liegen bleiben, und nie nichts Tapfers“ ausrichten. Nachdem die Einkleidung des Bärenhäuters sehr unterschiedlich ausfällt, sieht Heinz Rölleke als Kernmotiv eher die Paktbedingungen: nicht kämmen, nicht waschen usw. Die englische Wikipedia nennt eine Version Don Giovanni de la Fortuna in Laura Gonzenbachs Sicilianische Märchen, eine bolognesische bei Italo Calvino.

## Sprache

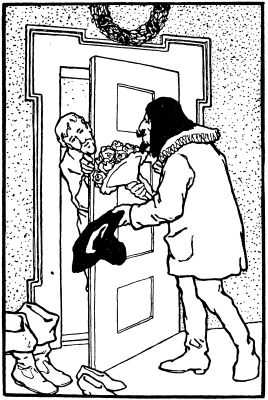
Illustration von Otto Ubbelohde, 1909

Auch einige Redensarten stammen offenbar von den Brüdern Grimm: „wenn es blaue Bohnen regnet“; „Geld und Gut“; „ich will dich an der Nase kitzeln“; „war guter Dinge“; „was ihm wohl und dem Gelde wehe tat“; „der Wirt ließ sich erweichen“.

## Interpretation
Laut dem Anthroposophen Rudolf Meyer steht die Vorstellung des Bären für schwerfälliges, materialistisches Denken, dem der Soldat als Kämpfer gegen das Böse sich im mephistophelischen Pakt verschreibt. Er muss sein Gemütsleben ungepflegt lassen, weiß, es ist nicht für immer. Nach Edzard Storck versucht hier der Teufel durch Überbetonung äußeren, flüchtigen Lebens, wie Faust zu Mephisto sagt: „Stürzen wir uns in das Rauschen der Zeit, Ins Rollen der Begebenheit!“ (Studierzimmer-Szene). Ortrud Stumpfe sieht im ungeschnittenen Haar Wachstumskraft gemäß alten kultischen Weiheriten. Das erinnert an den biblischen Simson (Ri 13,11 ).
Hedwig von Beit deutet das Schmutzigwerden in Des Teufels rußiger Bruder und Der Bärenhäuter als Angleichung an den Schatten, der Menschen isoliert und sich seelisch entwickeln lässt. Kollektiv lebt hier der Odins- oder Berserkerglaube fort: Pferdefuß, grüner Rock und geteilter Ring sind häufige Attribute Odins, Berserker waren Männer, die sich in Bären verwandelten. Nur bei persönlichen Unzulänglichkeiten, wie dem Neid der Schwestern, ist der Teufel gefährlich. Nach Wilhelm Salber geht es hier im Kern um Umwertungen, die zur Hoffnung führen, durch bloßes Aushalten Unmögliches verfügbar zu machen. Der Homöopath Martin Bomhardt vergleicht das Märchen mit dem Arzneimittelbild von Sulfur. Für Regina Kämmerer haben seine guten Taten und die Liebe der Menschen dem Soldaten geholfen, zu reifen und das Schicksal zu wenden.

## Vergleiche

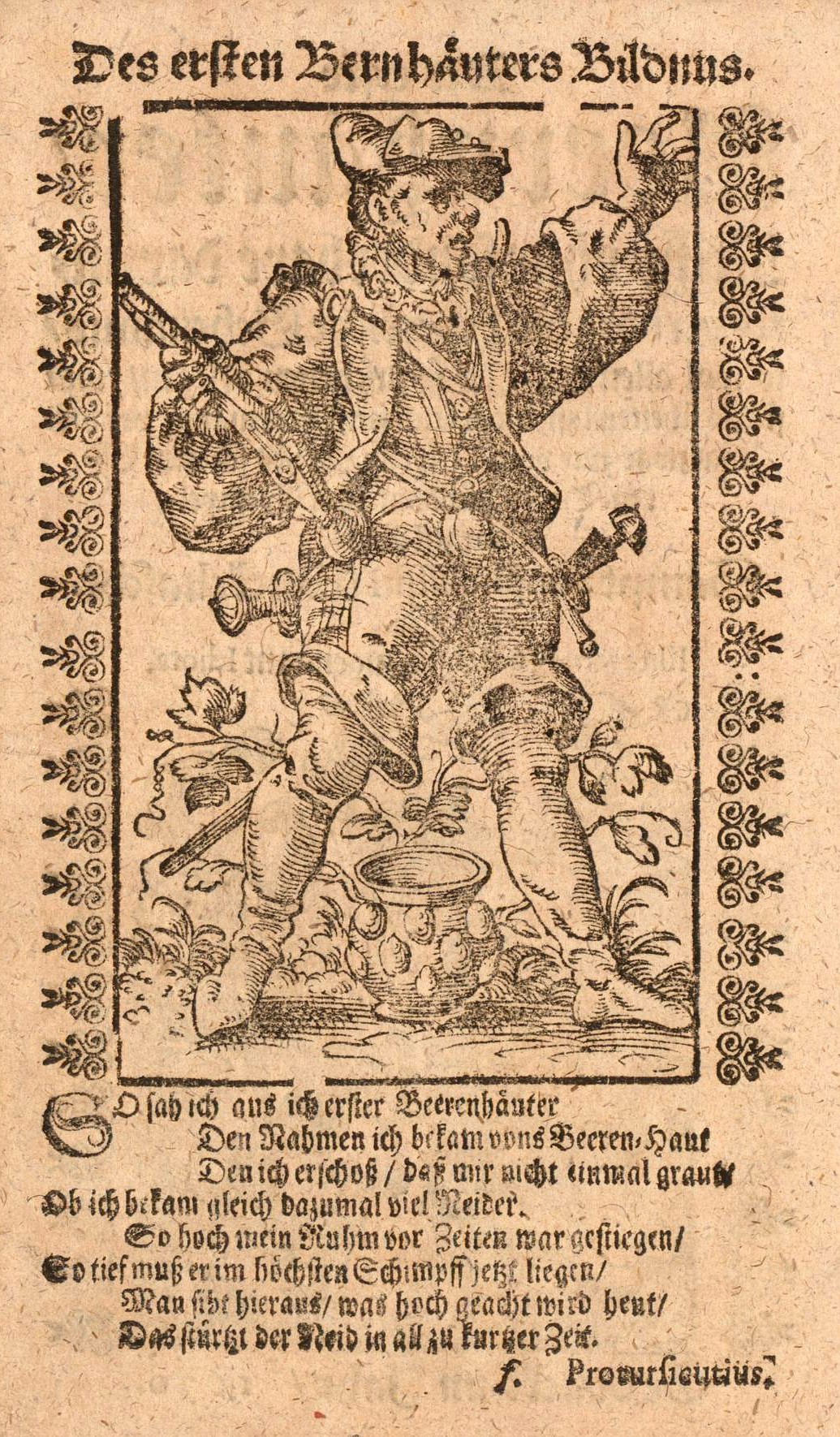
Bildnis des ersten Beerenhäuters, Grimmelshausen 1670

Des Bärenhäuters Braut hält das Versprechen ihres Vaters wie in KHM 88 Das singende springende Löweneckerchen, dort als Hauptperson. Der Handlungsablauf von den sieben Jahren, die bis zur Erlösung zugebracht werden müssen, entspricht den Märchen KHM 9 Die zwölf Brüder, KHM 25 Die sieben Raben, KHM 49 Die sechs Schwäne. Dabei sucht meist die Frau ihren Mann oder ihre Brüder. Einzigartig unter Grimms Märchen ist dabei die Ambivalenz des guten Endes in Zusammenhang mit der christlichen Motivik.
- Ring als Erkennungszeichen: KHM 25 Die sieben Raben, KHM 65 Allerleirauh, KHM 67 Die zwölf Jäger, KHM 93 Die Rabe
- Mystischer Bruder: KHM 136 Der Eisenhans
- Abgedankter Soldat und das Böse: KHM 71 Sechse kommen durch die ganze Welt, KHM 81 Bruder Lustig, KHM 100 Des Teufels rußiger Bruder, KHM 116 Das blaue Licht, KHM 125 Der Teufel und seine Großmutter, KHM 133 Die zertanzten Schuhe, KHM 195 Der Grabhügel, KHM 199 Der Stiefel von Büffelleder, KHM 81a Der Schmied und der Teufel; ähnlich auch KHM 120 Die drei Handwerksburschen
- Geprellter Teufel: KHM 29 Der Teufel mit den drei goldenen Haaren, KHM 31 Das Mädchen ohne Hände, KHM 82 De Spielhansl, KHM 125 Der Teufel und seine Großmutter, KHM 165 Der Vogel Greif, KHM 189 Der Bauer und der Teufel, KHM 81a Der Schmied und der Teufel
- Andere christliche Motivik: KHM 3 Marienkind, KHM 76 Die Nelke, KHM 81 Bruder Lustig, KHM 87 Der Arme und der Reiche, KHM 147 Das junggeglühte Männlein, KHM 153 Die Sterntaler, KHM 176 Die Lebenszeit, KHM 194 Die Kornähre (indirekt in KHM 137 De drei schwatten Prinzessinnen; Kirche aber auch in KHM 2 Katze und Maus in Gesellschaft, KHM 20 Das tapfere Schneiderlein, KHM 33 Die drei Sprachen, KHM 51 Fundevogel, KHM 68 De Gaudeif un sien Meester, KHM 79 Die Wassernixe, KHM 84 Hans heiratet, KHM 113 De beiden Künigeskinner, KHM 114 Vom klugen Schneiderlein, KHM 138 Knoist un sine dre Sühne, KHM 139 Dat Mäken von Brakel, KHM 149 Der Hahnenbalken, KHM 198 Jungfrau Maleen, KHM 54a Hans Dumm; Gebet in KHM 11 Brüderchen und Schwesterchen; Priester in KHM 61 Das Bürle, KHM 95 Der alte Hildebrand, KHM 186 Die wahre Braut; Himmel in KHM 35 Der Schneider im Himmel, KHM 167 Das Bürle im Himmel, KHM 178 Meister Pfriem)

## Rezeptionen

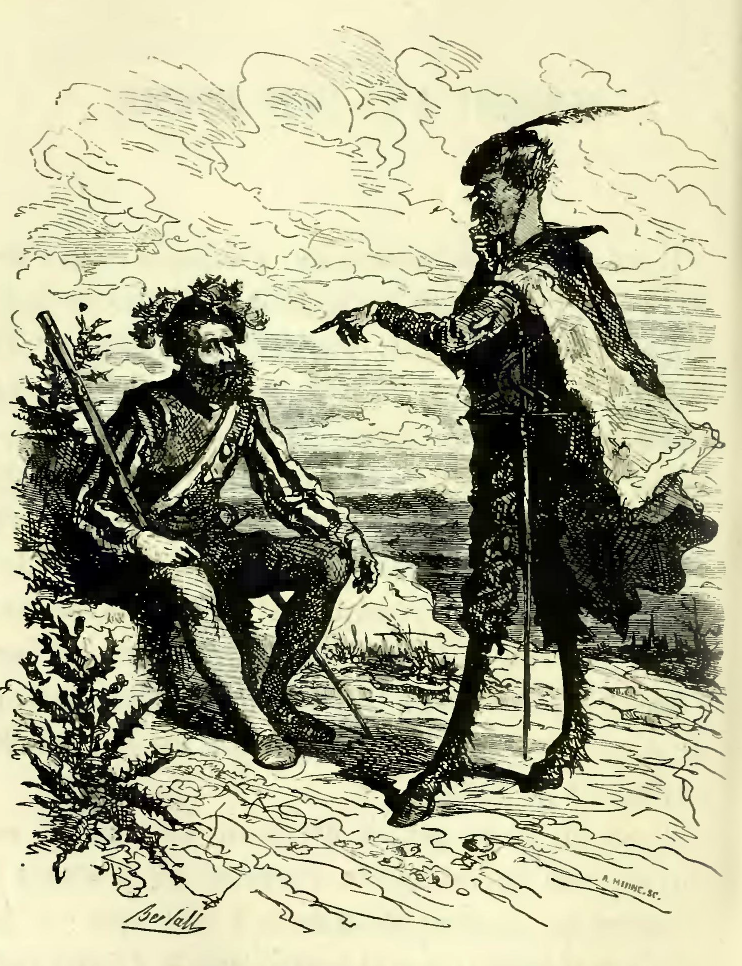
Illustration von Frédéric Baudry

Heinrich Heines Gedicht Michel nach dem März hebt an mit „Solang ich den deutschen Michel gekannt, war er ein Bärenhäuter“. Michel, politisch passiv auf der Bärenhaut liegend, fällt nach kurzem Erwachen während der Märzrevolution wieder in politische Lethargie.
Ludwig Bechstein erzählt das Märchen als Rupert, der Bärenhäuter in Deutsches Märchenbuch ab 1853 mit viel Witz, die Handlung ist wie bei Grimm. Der Teufel gibt ihm im Wald den grünen Geldrock und muss ihn zuletzt rein lecken, ehe Herr Rupert mit Extrapost zu seiner Verlobten reist. Ähnlich ist Bechsteins Schab den Rüssel in Neues deutsches Märchenbuch, zum Teufelspakt auch Grünus Kavalle in Johann Wilhelm Wolfs Deutsche Hausmärchen, Nr. 44 Das Märchen vom Himphamp, Nr. 46 Der lederne Mann in Ulrich Jahns Volksmärchen aus Pommern und Rügen.
Die englische Wikipedia nennt eine amerikanisierte Version von Tom Davenport im ländlichen Virginia nach dem Bürgerkrieg, eine russische von Boris Shergin.

## Opern und Theater
- Siegfried Wagner: Der Bärenhäuter, 1899.
- Arnold Mendelssohn und Hermann Wette (Libretto): Der Bärenhäuter (op. 11), Oper in 3 Akten. Uraufführung am 9. Februar 1900 im Theater des Westens in Berlin.

Beide Opern vermischen Der Bärenhäuter mit dem vorangehenden Märchen Des Teufels rußiger Bruder aus Grimms Sammlung.
Hermann Wette veröffentlichte 1897 Der Bärenhäuter. Teufelsmärchen., Wilhelm Pleyer 1928 Der Bärenhäuter. Das deutsche Märchen für die Puppenbühne., Otto Bernhard Wendler 1935 Der Bärenhäuter, Stephen DeCesare ein Musical Bearskin. Bei den Brüder Grimm Festspielen Hanau war Der Bärenhäuter 1990 im Programm.

## Film und Fernsehen
- 1986: Der Bärenhäuter, DDR, DEFA-Spielfilm der Gruppe Roter Kreis, 81 min., Regie: Walter Beck
- 1987: Gurimu Meisaku Gekijō, japanische Zeichentrickserie, 25 min., Folge 40: Der Bärenhäuter
- 2010: SimsalaGrimm, deutsche Zeichentrickserie, 25 min., Folge 45: Der Bärenhäuter
- 2015: Der Prinz im Bärenfell, Deutschland, Märchenfilm der 8. Staffel aus der ARD-Reihe Sechs auf einen Streich, Regie: Bodo Fürneisen